# Gnamanou
La commune rurale de Gnamanou est une localité située dans le centre-ouest de la Côte d'Ivoire (le haut Sassandra), de la sous préfecture de Gonaté et du département de Daloa. Composée de quatre villages : Sétrefla, Seifla, Begafla et Zéréfla, la tribu de Gnamanou est peuplée à 90 % de gouro. Zone forestière à forte rentabilité agricole, Gnamanou est située sur l'axe Zuénoula-Daloa.